# 大理ペー族自治州
大理ペー族自治州（だいり-ぺーぞく-じちしゅう）は中華人民共和国雲南省に位置する自治州。人口の半数を漢族が半数を占め、残りは少数民族、その内ペー族は全体の3分の1を占める。自治州首府は大理市。

## 歴史
大理が史書に登場するのは前漢の元封年間（前110年 - 前105年）であり、大理地区に雲南・葉楡・邪龍・比蘇の四県が設置され益州郡の管轄とされた。
その後南詔や大理国が成立すると都城が大理に置かれていたが、元代に雲南の中心は昆明に移り、この地域には大理路などが置かれた。明・清代は大理府と改称されている。1956年11月22日、大理ペー族自治州が設置された。

## 行政区画
1県級市・8県・3自治県を管轄する。
- 県級市：
  - 大理市
- 県：
  - 祥雲県・賓川県・弥渡県・永平県・雲竜県・洱源県・剣川県・鶴慶県
- 自治県：
  - 漾濞イ族自治県・南澗イ族自治県・巍山イ族回族自治県

| 大理ペー族自治州の地図 |
| --- |
| 大理市 漾濞イ族 · 自治県 祥雲県 賓川県 弥渡県 南澗イ族 · 自治県 巍山イ族 · 回族自治県 永平県 雲竜県 洱源県 剣川県 鶴慶県 洱海 |

### 年表
この節の出典

#### 大理専区
- 1949年10月1日 - 中華人民共和国雲南省大理専区が成立。大理県・鳳儀県・漾濞県・永平県・雲竜県・祥雲県・賓川県・弥渡県・蒙化県・雲県・順寧県・緬寧県・鄧川県・洱源県が発足。(14県)
- 1950年5月31日 - 鳳儀県・大理県の各一部が合併し、下関市が発足。(1市14県)
- 1952年11月25日 - 緬寧県が緬寧専区に編入。(1市13県)
- 1954年6月30日 - 蒙化県が巍山県に改称。(1市13県)
- 1954年11月6日 - 順寧県が鳳慶県に改称。(1市13県)
- 1956年11月16日 
  - 下関市・大理県・鄧川県・洱源県・賓川県・雲竜県・鳳儀県・祥雲県・弥渡県・永平県・漾濞県・巍山県が大理ペー族自治州に編入。
  - 雲県・鳳慶県が臨滄専区に編入。

#### 大理ペー族自治州
- 1956年11月16日 - 大理専区下関市・大理県・鄧川県・洱源県・賓川県・雲竜県・鳳儀県・祥雲県・弥渡県・永平県・漾濞県・巍山県、麗江専区剣川県・鶴慶県を編入。大理ペー族自治州が成立。(1市12県2自治県)
  - 麗江専区蘭坪県の一部が剣川県に編入。
  - 巍山県の一部が分立し、永建回族自治県が発足。
  - 巍山県の残部が臨滄専区鳳慶県の一部と合併し、巍山イ族自治県が発足。
- 1960年9月13日 (1市5県1自治県)
  - 下関市・大理県・鳳儀県・漾濞県が合併し、大理市が発足。
  - 洱源県・鄧川県が剣川県に編入。
  - 賓川県・弥渡県が祥雲県に編入。
  - 巍山イ族自治県・永建回族自治県が合併し、巍山イ族回族自治県が発足。
- 1961年2月14日 - 巍山イ族回族自治県・祥雲県の各一部が合併し、南澗県が発足。(1市6県1自治県)
- 1962年3月27日 (1市10県1自治県)
  - 大理市が分割され、大理県・下関市が発足。
  - 祥雲県の一部が分立し、弥渡県・賓川県が発足。
  - 剣川県の一部が分立し、洱源県が発足。
- 1962年10月27日 - 大理県の一部が分立し、漾濞県が発足。(1市11県1自治県)
- 1963年9月14日 - 南澗県が自治県に移行し、南澗イ族自治県となる。(1市10県2自治県)
- 1983年9月9日 - 下関市・大理県が合併し、大理市が発足。(1市9県2自治県)
- 1985年6月11日 - 漾濞県が自治県に移行し、漾濞イ族自治県となる。(1市8県3自治県)

## 地理
大理自治州は雲南省中西部に位置し、東は楚雄イ族自治州、南は普洱市、臨滄市、西は保山市、怒江リス族自治州と接し、北は麗江市である。自治州首府は大理市下関に所在する。省都昆明市まで338キロメートル。
金沙江、メコン川（瀾滄江）、怒江、紅河が州内を流れる。大理市東部に省内第2の内陸淡水湖洱海があり、風光明媚で、「高原の真珠」として国家級の重点風景名勝区となっている。

## 交通

### 航空
- 大理空港

### 鉄道
- 中国国家鉄路集団
  - 大麗線
  - 楚大線（中国語版）
  - 大瑞線
  - 大臨線

### 道路
- 高速道路
  - 杭瑞高速道路
  - 大麗高速道路
  - 上鶴高速道路
  - 大永高速道路
- 国道
  - G214国道
  - G320国道